# Ostra niewydolność wątroby
Ostra niewydolność wątroby (łac. insufficientia hepatis acuta) – szybkie pogorszenie czynności wątroby u chorych bez marskości, prowadzące w okresie krótszym niż 26 tygodni od początku objawów do wytworzenia encefalopatii wątrobowej i osoczowych zaburzeń krzepnięcia.
Inna definicja mówi, że ostra niewydolność wątroby to potencjalnie odwracalna, nagła, trwała i postępująca dysfunkcja wątroby (bez wcześniejszej choroby wątroby) charakteryzująca się wystąpieniem encefalopatii w ciągu mniej niż 28 dni od początków objawów.
W obrazie klinicznym dominuje triada objawów: żółtaczka, zaburzenia krzepnięcia krwi, zaburzenia świadomości.

## Epidemiologia
Częstość występowania w krajach rozwiniętych wynosi 1–10/1 000 000. W krajach rozwijających się częstość schorzenia jest większa z powodu większej zapadalności na wirusowe zapalenie wątroby.

## Przyczyny
- wirusowe zapalenie wątroby typu B, D i A (65%) – najczęściej do rozwoju ostrej niewydolności wątroby dochodzi w przypadku WZW B
- zapalenie wywołane przez wirus opryszczki pospolitej
- leki:
  - paracetamol – najczęstsza przyczyna w krajach anglosaskich
  - halotan
  - izoniazyd
  - sulfonamidy
  - fenytoina
  - statyny
  - tetracykliny
  - indometacyna
  - kwas p-aminosalicylowy
- narkotyki
- toksyny:
  - czterochlorek węgla
  - α-aminityna (muchomor sromotnikowy)
  - etanol
  - herbicydy i pestycydy
  - żółty fosfor
  - toksyna Bacillus cereus
  - toksyna Cyanobacteria
- wstrząs
- niedokrwienie
- choroba Wilsona
- autoimmunologiczne zapalenie wątroby
- zespół Reye’a
- posocznica
- zakrzepica żył wątrobowych
- zakrzepica żyły wrotnej
- ostre ciążowe stłuszczenie wątroby
- zespół HELLP

## Patogeneza
Nagłe upośledzenie funkcji wątroby w ostrej niewydolności jest spowodowane masywnym obumieraniem hepatocytów do którego prowadzą następujące mechanizmy:
- martwica rozpływna w wyniku bezpośredniego uszkodzenia (np. w wyniku działania paracetamolu)
- apoptoza (choroba Wilsona, wirusowe zapalenie wątroby)
- cytotoksyczność wirusów (HSV, HBV)
- reakcja autoimmunologiczna (HAV, HBV, idiosynkrazja leków)

W przebiegu ostrej niewydolności wątroby dochodzi także do zaburzenia krążenia ogólnoustrojowego spowodowanego uwalnianiem, między innymi, tlenku azotu, cytokin prozapalnych, endotoksyn bakteryjnych. Powodują one rozszerzenie naczyń z następową hipowolemią oraz wyrównawczy wzrost rzutu serca. Prowadzi to do niedotlenienia tkanek, kwasicy mleczanowej i niewydolności wielonarządowej.

## Podział
W zależności od okresu, jaki upłynął od początku objawów do rozwinięcia encefalopatii, niewydolność wątroby można podzielić na:
- piorunującą (poniżej 7 dni)
- ostrą (8–28 dni)
- podostrą lub przetrwałą (powyżej 4 tygodni).

## Objawy
- encefalopatia z zaburzeniami świadomości od senności do śpiączki
- żółtaczka
- cuchnięcie wątrobowe
- objawy skazy krwotocznej
- zmniejszanie wątroby
- niedociśnienie tętnicze
- hiperwentylacja z zasadowicą oddechową
- napady padaczkowe
- upośledzenia łaknienia
- biegunka
- gorączka
- osutka

### Powikłania
- obrzęk mózgu
- krwawienia żołądkowo-jelitowe
- hipoglikemia
- ostra niewydolność nerek
- zakażenia

### Badania laboratoryjne
- zwiększona aktywność aminotransferaz – wartości powyżej 2000 j/l przemawiają ze etiologią toksyczną bądź niedokrwienną
- wydłużenie czasu protrombinowego
- wzrost INR
- małopłytkowość
- zwiększone stężenie bilirubiny
- hipoglikemia
- hipokaliemia
- wzrost amoniaku we krwi tętniczej
- zwiększone stężenie mleczanów
- zwiększone stężenie kreatyniny

### Badania dodatkowe
- tomografia komputerowa jamy brzusznej – umożliwia ocenę zmniejszenia objętości wątroby, a także różnicowanie w innymi schorzeniami mogącymi prowadzić do podobnych objawów
- biopsja wątroby – pomocna w ustaleniu przyczyny niewydolności wątroby

## Leczenie
Należy prowadzić na oddziale intensywnej terapii.
- żywienie 30 kcal/kg/d (bez produktów zawierających glutaminę) o zawartości białka ok. 60 g/d. Najlepiej doustne, przy przeciwwskazaniach pozajelitowe.
- podawanie płynów dożylnie – zalecane są roztwory koloidalne np. albumina
- stały monitoring parametrów krwi
- antybiotyki – profilaktyka zakażeń
- blokery pompy protonowej lub antagonisty receptora H2 – w celu zapobiegania wrzodowi stresowemu żołądka
- leczenie przyczynowe
- leczenie encefalopatii wątrobowej
  - zapewnienie spokoju
  - unikanie leków sedatywnych
  - laktuloza
  - niekiedy intubacja
  - uniesienie głowy pod kątem 30 stopni
  - fenytoina – przy napadach padaczkowych

- leczenie koagulopatii:
  - witamina K
  - osocze świeżo mrożone
  - koncentrat krwinek płytkowych
- utrzymywanie ciśnienia krwi na poziomie 50–60 mm Hg – niekiedy potrzebne podawanie leków obkurczających naczynia (adrenalina, noradrenalina, dopamina)
- dializoterapia – w przypadku niewydolności nerek

Przeciwwskazane są: fruktoza, aminokwasy, kortykosteroidy, benzodiazepiny!

### Przeszczepienie wątroby
Jest to standardowe leczenie u chorych, u których leczenie zachowawcze ma niepomyślne rokowanie.

Przeszczepu wątroby dokonuje się u chorych:

1. spełniających tzw. kryteria King’s College:
- ostra niewydolność wątroby spowodowana paracetamolem:
  - pH krwi tętniczej < 7,3 lub
  - wszystkie z poniższych kryteriów:
    - encefalopatia wątrobowa 3 lub 4 stopnia
    - czas protrombinowy > 100 s (INR > 7)
    - stężenie kreatyniny w surowicy krwi > 3,4 mg/dl (301 μm/l)
- ostra niewydolność wątroby spowodowana innymi przyczynami:
  - czas protrombinowy > 100 s (INR > 7) lub
  - 3 lub więcej z następujących kryteriów:
    - wiek < 10 lat lub wiek > 40 lat
    - czas trwania żółtaczki przed wystąpieniem encefalopatii > 7 dni
    - czas protrombinowy > 50 s (INR > 3,5)
    - stężenie bilirubiny > 18 mg/dl (308 μm/l)
    - wirusowe zapalenie wątroby o innej etiologii niż A czy B; zapalenie wątroby spowodowane halotanem; uczulenie na leki

2. z ostrą niewydolnością wątroby spowodowaną:
- uczuleniem na leki – nie dotyczy paracetamolu
- ostrym WZW B i innymi wirusowymi zapaleniami wątroby (nie dotyczy WZW A)
- zatruciem grzybami
- autoimmunologicznym zapaleniem wątroby
- chorobą Wilsona
- zespołem Budda-Chiariego

3. z encefalopatią w 3 lub 4 stopniu przy przyjęciu.

## Rokowanie
Przed erą przeszczepiania wątroby przeżywalność wynosiła -15%; obecnie bez wykonania przeszczepienia przeżywa ~40% chorych, a ogółem >60%. Rokowanie jest korzystniejsze w zatruciu paracetamolem niż w ONW spowodowanymi innymi przyczynami.
Czynniki korzystnie rokujące:
- nadostra niewydolność wątroby (np. w wyniku zatrucia paracetamolem)
- łagodna encefalopatia wątrobowa
- zmniejszenie stężenia czynnika wzrostowego hepatocytów – HGF
- zwiększenie stężenia α-fetoproteiny w krwi

Z osób, u których nie dokonano przeszczepu wątroby, przeżywa około 40%, natomiast po przeszczepie około 60%.
Najczęstszą przyczyną zgonów jest obrzęk mózgu.